# Brookside (Delaware)
Brookside è a census-designated place (CDP) degli Stati Uniti, situato nella Contea di New Castle dello stato del Delaware. La popolazione secondo il censimento del 2000 era di 14.806 abitanti.

## Geografia fisica
Secondo i dati dello United States Census Bureau, il CDP di Brookside si estende su una superficie totale di 10,1 km², tutti quanti occupati da terre.

## Popolazione
Secondo il censimento del 2000, a Brookside vivevano 14.806 persone, ed erano presenti 3.858 gruppi familiari. La densità di popolazione era di 1.462,1 ab./km². Nel territorio comunale si trovavano 5.645 unità edificate. Per quanto riguarda la composizione etnica degli abitanti, il 77,35% era bianco, il 15,03% era afroamericano, lo 0,32% era nativo, e il 2.61% era asiatico. Il restante 4,69% della popolazione appartiene ad altre razze o a più di una. La popolazione di ogni razza proveniente dall'America Latina corrisponde al 5,59% degli abitanti.
Per quanto riguarda la suddivisione della popolazione in fasce d'età, il 26,8% era sotto i 18 anni, il 9,6% fra i 18 e i 24, il 33,2% fra i 25 e i 44, il 20,5% fra i 45 e i 64, mentre infine il 9,9% era al di sopra dei 65 anni di età. L'età media della popolazione era di 34 anni. Per ogni 100 donne residenti vivevano 96,3 maschi.